# Tungeinstrument
Tungeinstrumenter er en betegnelse for musikinstrumenter, som frembringer deres lyd ved, at lufttryk sætter metalblade i svingninger. Disse metalblade kaldes for metaltunger, og hvor hurtigt tungerne svinger afgør hvilken tone, der er tale om. Frekvensen for metaltungerne og dermed tonen afhænger af tungens stivhed og dens vægt. Gøres tungen stivere, bliver tonen højere og gøres den tungere, bliver tonen dybere.

## Ekstern henvisning
- What is a free reed, P.Missin